# Joshua D. Zimmerman
Joshua D. Zimmerman (geboren 1966) ist ein US-amerikanischer Neuzeithistoriker.

## Leben
Joshua D. Zimmerman studierte Geschichte an der University of California, Santa Cruz (B.A. 1989), an der University of California, Los Angeles (M.A. 1993) und wurde 1998 an der Brandeis University bei Antony Polonsky in Comparative History promoviert. Er wurde 2004 zum Associate Professor of History an der Yeshiva University ernannt.

## Schriften (Auswahl)
- als Herausgeber: Contested Memories. Poles and Jews during the Holocaust and its Aftermath. Rutgers University Press, New Brunswick NJ 2003, ISBN 0-8135-3158-6.
- Poles, Jews, and the Politics of Nationality. The Bund and the Polish Socialist Party in Late Tsarist Russia, 1892–1914. University of Wisconsin Press, Madison WI u. a. 2004, ISBN 0-299-19460-4.[1]
- als Herausgeber: Jews in Italy under Fascist and Nazi Rule, 1922–1945. Cambridge University Press, Cambridge u. a. 2005, ISBN 0-521-84101-1.
- The Attitude of the Polish Home Army (AK) to the Jewish Question during the Holocaust: The Case of the Warsaw Ghetto Uprising. In: Murray Baumgarten, Peter Kenez, Bruce Thompson (Hrsg.): Varieties of Antisemitism. History, Ideology, Discourse. University of Delaware Press, Newark DE 2009, ISBN 978-0-87413-039-3, S. 105–126.
- The Polish Underground and the Jews, 1939–1945. Cambridge University Press, New York NY 2015, ISBN 978-1-107-01426-8.